# M/S Stjerneborg

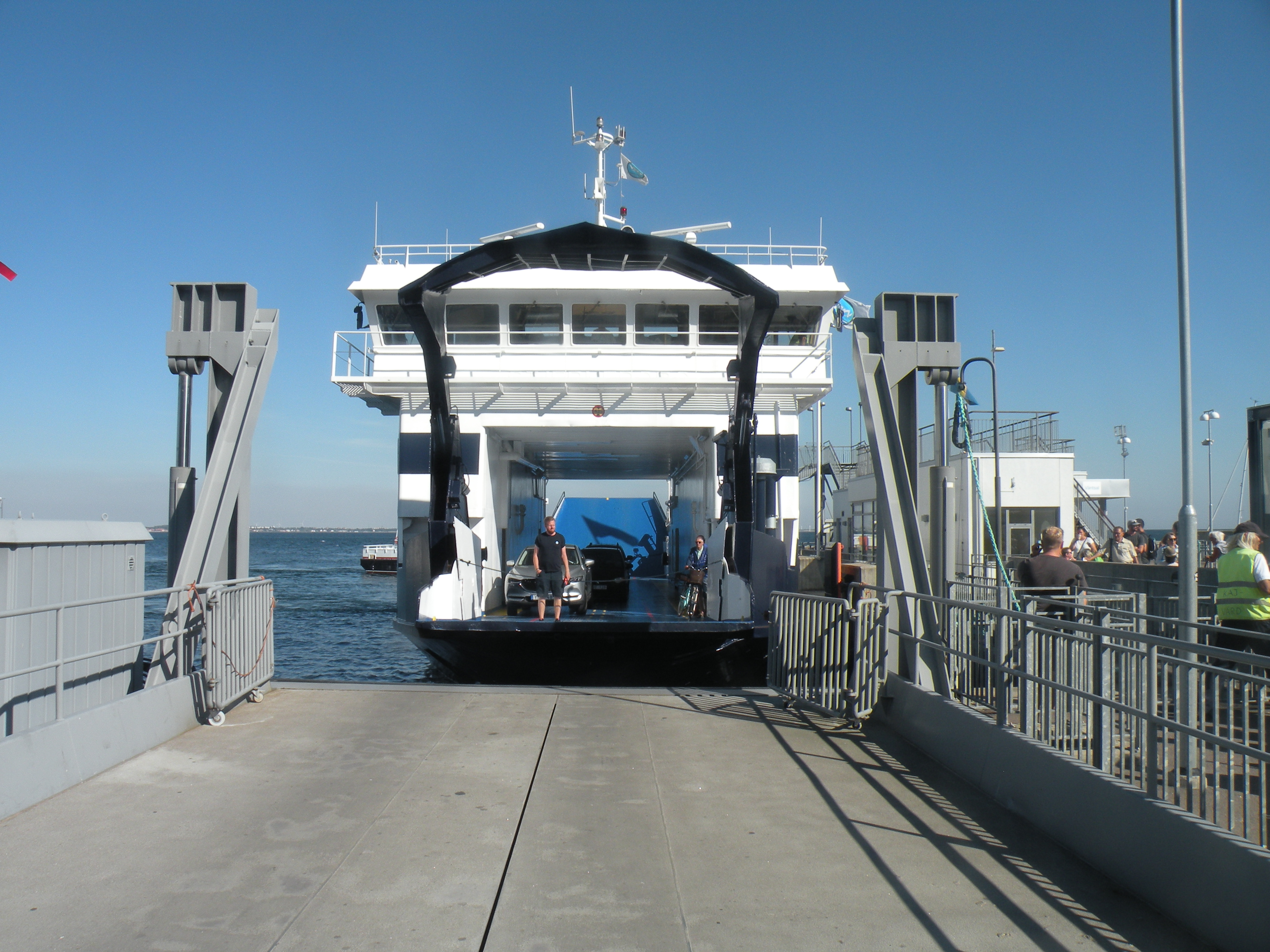
M/S Stjerneborg anlöper Bäckviken på Ven

M/S Stjerneborg är en svensk passagerarfärja som trafikerar rutten Landskrona – Bäckviken på Ven för 
Rederi AB Ventrafiken. Hon levererades den 6 december 1990 av Moen Slip AS i Kolvereid i Norge till Landskrona kommun. Fartyget överfördes till Rederi AB Ventrafiken 1996 där kommunen är ägare.
I april 2004 fick färjan nya huvudmaskiner installerade av typen Scania DSI 14 som hade 1 200 hk, 882 kW.
Under hösten 2009 bygges fartyget om enligt SOLAS standard av Granly Marine A/S i Esbjerg i Danmark. Då byggdes det till en ny salong med kiosk på övre däck samt vattentäta skott under bildäck och så byttes det till nya huvudmaskiner igen, nu Scania DSI 16.
Sedan 2012 är Stjerneborg reservfärja och extra resurs under högsäsong för M/S Uraniborg som är rederiets huvudfärja.